# NGC 1180
NGC 1180 é uma galáxia elíptica (E-S0) localizada na direcção da constelação de Eridanus. Possui uma declinação de -15° 01' 49" e uma ascensão recta de 3 horas, 01 minutos e 51,0 segundos.
A galáxia NGC 1180 foi descoberta em 1886 por Frank Leavenworth.